# Овсянников, Филипп Васильевич
Филипп Васильевич Овся́нников (14 [26] июня 1826, Санкт-Петербург — 29 мая [11 июня] 1906, Санкт-Петербургская губерния) — русский физиолог и гистолог, заслуженный профессор, академик Императорской академии наук. Один из основоположников отечественной[уточнить] нейрогистологии и сравнительной физиологии нервной системы.

## Биография
Родился 14 (26) июня 1827 года в Санкт-Петербурге в купеческой семье. В 1836 году поступил в Главное немецкое училище при Санкт-Петербургской лютеранско-евангелической церкви Св. Петра (Петришуле), по окончании которой в 1848 году поступил в Дерптский университет — по камеральному разряду. В 1849 году перешёл на медицинский факультет, курс которого и окончил в 1853 году, сдав экзамен на степень доктора, был оставлен в лаборатории Биддера. В лаборатории занимался изучением спинного мозга рыб и подготовил диссертацию на латинском языке на степень доктора медицины «Disquisitiones microscopicae de medullae spinalis textura imprimis in piscibus
factitatae» («Микроскопическое исследование ткани спинного мозга, в частности у рыб»), успешно защищённую им 11 сентября 1854 г.
В мае 1854 года защитил диссертацию и 14 ноября был назначен младшим сверхштатным ординатором во 2-й Военный сухопутный госпиталь, а в декабре прикомандирован к Главному придворному госпиталю.
В 1856 году был командирован министерством внутренних дел в Саратов и Астрахань для исследования рыболовства на Волге и на Каспийском море, а также для исследования рыбьего яда.
По рекомендации К. М. Бэра 16 сентября 1858 года он был назначен ординарным профессором физиологии и общей патологии Казанского университета. В мае 1860 года, по поручению университета, выехал за границу для осмотра физиологических лабораторий. В поездке он познакомился с учёными по своей специальности: Станниусом, Вирховом, Ремаком, Лейкартом, Кёлликером, Г. Мюллером; по предложению Клода Бернара сделал на заседании Парижской академии наук доклад о произведённых им  исследованиях нервной системы морских раков.
В 1861 году был избран деканом медицинского факультета; в 1862 году избран адъюнктом Академии наук, но ещё в течение года заведовать кафедрой в Казанском университете. В 1863 году избран экстраординарным академиком, сменил К.М. Бэра на посту руководителя Биологического отдела, одновременно был назначен директором Анатомического музея Академии наук, а также был избран ординарным профессором (заведующим) вновь созданной кафедры анатомии человека и физиологии животных на естественном отделении физико-математического факультета Санкт-Петербургского университета. В 1864 году избран ординарным академиком. В 1864—1886 годах заведовал кафедрой анатомии человека и физиологии животных, в 1886—1892 годах — анатомо-гистологическим кабинетом. Читал физиологию (до 1875 года, когда в университет вернулся И. М. Сеченов), гистологию и эмбриологию, а с 1886 года — исключительно эмбриологию (вёл ещё практические занятия по гистологии с И. В. Костеничем); в 1892 году прекратил чтение лекций.
Он также читал лекции на Высших женских курсах.
Ф. В. Овсянников неоднократно совершал поездки за границу работая в лабораториях и на Неаполитанской зоологической станции. Состоял членом многих ученых обществ, получил малую золотую медаль от Императорского Вольного экономического общества, за рыбоводство и разведение стерлядей медаль 1-го класса, от Общества акклиматизации в Париже, серебряную медаль — на выставке рыболовства и рыбоводства в Берлине и такую же медаль на выставке в Лондоне.
Скончался в имении Заполье 29 мая (11 июня) 1906 года. Похоронен в часовне-склепе в деревне Заполье. После революции 1917 года останки учёного были вынесены из склепа и осквернены.

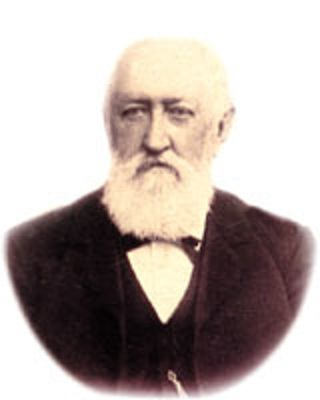
Ф. В. Овсянников

## Научная деятельность
Основные труды — в области нейрофизиологии. Исследовал нервную систему и её ведущую роль в регуляции функций организма. Описал нейрофибриллы (1854), открыл в продолговатом мозге главный сосудодвигательный центр, регулирующий кровяное давление (1871), пятислойное строение коры головного мозга человека (1879). Установил (совместно с С. И. Чирьевым) антагонизм физиологических влияний симпатических и парасимпатических нервов на органы и ткани.
Работы Овсянникова посвящены преимущественно гистологии (как позвоночных, так и других типов) — «Disquisitiones imprimis microscopicae de medullae spinalis textura imprimis in piscibus factitatae» (1854), «Mikrocopische Untersuchungen über die Nervenursprünge im Gehirn» («Bull. phys.-math.», т. IV, «Mélanges biolog.», т. II) и мн. другие. Часть работ посвящена эмбриологии — «Die Entwicklungsgeschichte der Störe» (вместе с Ковалевским и Вагнером, 1870), «История развития речной миноги» («Труды 2-го Съезда Русских Естествоиспытателей») и др.
Значительная часть работ содержания физиологического: «Ueber den Stillstand des Athmungsprocesses während der Expirationsphase» («Virchow’s Archiv für pathol. Anatom. und Physiolog.», т. XVIII), «Ueber den Einfluss der reflectorischen Thätigkeit der Gefässnervencentra» (вместе с Чиреевым, «Bull. de l’Ac. d. sc. de St. Petersb.», т. VIII) и др.
Наконец, ряд статей посвящён искусственному разведению рыб и рыболовству — «Искусственное разведение стерлядей» («Труды 2-го съезда Русских Естествоиспытателей»), «О рыболовстве на Волге» («Журнал Министерства Внутренних Дел») и др.